# Espúrio Postúmio Albino Caudino
Espúrio Postúmio Albino Caudino (em latim: Spurius Postumius Albinus Caudinus) foi um político da gente Postúmia da República Romana, eleito cônsul por duas vezes, em 334 e 321 a.C., com Tito Vetúrio Calvino nas duas ocasiões.

## Primeiro consulado (334 a.C.)
Foi eleito cônsul em 334 a.C. com Tito Vetúrio Calvino e os dois imediatamente invadiram o território dos sidicínios. Porém, por conta da grande quantidade de guerreiros amealhada pelo inimigo e do relato de que uma força de samnitas vinha para ajudar, um ditador foi nomeado, Públio Cornélio Rufino.

## Período intermediário
Espúrio Postúmio foi censor em 332 a.C. e foi escolhido mestre da cavalaria pelo ditador Marco Cláudio Marcelo quando ele foi nomeado para realizar a assembleia das centúrias.

## Segundo consulado (321 a.C.)
Em 321 a.C., Espúrio Postúmio foi eleito novamente com Tito Vetúrio Calvino e os dois atacaram os samnitas de Caio Pôncio durante a Segunda Guerra Samnita. Foram derrotados na Batalha das Forcas Caudinas, perto de Cáudio, e obrigados a se render com todo o seu exército, que teve que "passar por baixo da canga", um humilhante gesto de submissão ao inimigo.
Como preço pela libertação de sua libertação e do exército, ele, Tito Vetúrio e todos os demais comandantes tiveram que jurar, em nome da República, uma humilhante paz. Ao retornarem a Roma, os cônsules, por causa de sua desgraça, entregaram os cargos e a posição de senadores. Eleitos os novos cônsules, Lúcio Papírio Cursor e Quinto Publílio Filão, os dois ex-cônsules propuseram que todos os que haviam jurado a paz (inclusive eles próprios) deveriam ser despidos, amarrados e entregues aos samnitas pelos feciais. O historiador Lívio cita grande parte do discurso de Espúrio Postúmio ao Senado sobre o assunto. A proposta foi aceita e ele e todos os demais prisioneiros foram levados aos samnitas, mas Caio Pôncio se recusou a aceitar a rendição, alegando que ela estava sendo utilizada para anular o tratado (desfavorável a Roma) firmado no final da Batalha das Forcas Caudinas.